# Острув (Великопольське воєводство)
Острув (пол. Ostrów) — село в Польщі, у гміні Ольшувка Кольського повіту Великопольського воєводства.
Населення — 292 особи (2011).
У 1975-1998 роках село належало до Конінського воєводства.

## Демографія
Демографічна структура станом на 31 березня 2011 року:
|          | Загалом | Допрацездатний вік | Працездатний вік | Постпрацездатний вік |
| -------- | ------- | ------------------ | ---------------- | -------------------- |
| Чоловіки | 148     | 40                 | 98               | 10                   |
| Жінки    | 144     | 34                 | 72               | 38                   |
| Разом    | 292     | 74                 | 170              | 48                   |